# Dioscorea warmingii
Dioscorea warmingii är en enhjärtbladig växtart som beskrevs av Reinhard Gustav Paul Knuth. Dioscorea warmingii ingår i släktet Dioscorea och familjen Dioscoreaceae. Inga underarter finns listade i Catalogue of Life.